# Parco naturale regionale Terra delle Gravine
Il parco naturale Terra delle Gravine è un'area naturale protetta istituita in Puglia nel 2005. L'area si estende nelle province di Brindisi e di Taranto, nella zona delle Murge.

## Biohabitat

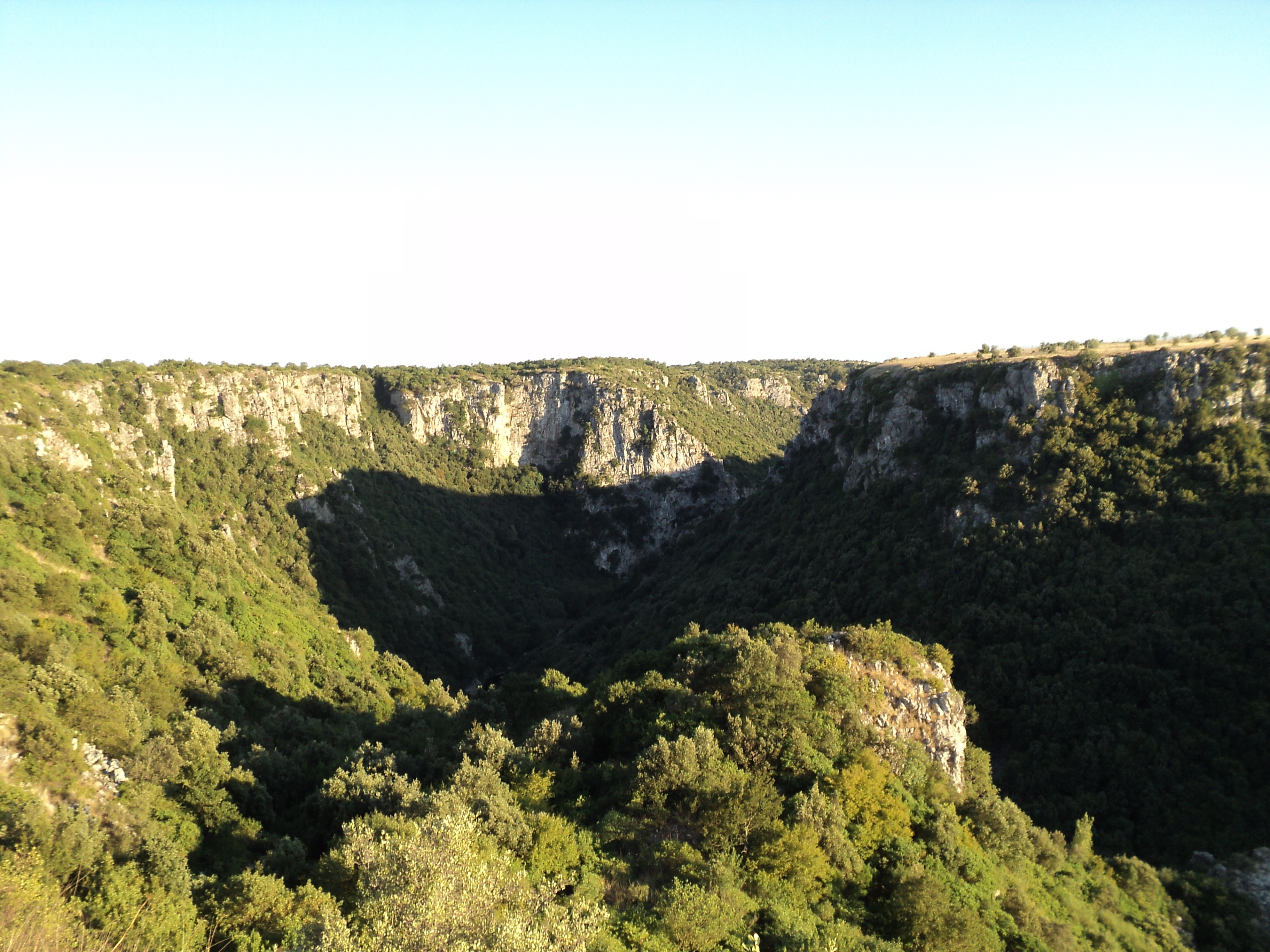
Veduta della Gravina di Laterza

Dal punto di vista naturale, soprattutto per le condizioni impervie, le gravine hanno fauna e flora tipiche.

### Fauna
È possibile incontrare parecchi rapaci di piccole dimensioni come il lanario, il grillaio e il gheppio, ma anche il nibbio bruno, la poiana, il biancone, il capovaccaio (oggi molto raro) e il gufo comune e il gufo reale.
Altri volatili presenti nelle gravine sono il corvo imperiale, rondoni, barbagianni, civette, assiolo e cinciallegre. Di notte è facile trovarsi di fronte a pipistrelli di varie specie quali rinolofi, vespertilii e miniotteri.
Negli stagni presenti nelle Gravine sono presenti l'ululone dal ventre giallo, tipico delle gravine dell'Italia meridionale, la rana verde italiana, il tritone italico, il rospo smeraldino, il rospo comune, la raganella italiana. 
I mammiferi più comuni sono la lepre, la volpe, il riccio, l'istrice, il tasso, il cinghiale, la faina, la donnola piccoli roditori come il moscardino e lo scoiattolo. Presenti sporadicamente sulle Murge e sulle aree boschive circostanti anche gruppi di lupi. Infatti oltre agli attacchi al patrimonio zootecnico e agli avvistamenti infatti, nel 2009, è stato ritrovato non distante dalla strada Santeramo-Laterza la carcassa di un giovane lupo, probabilmente investito da qualche grosso veicolo.
I rettili presenti sono la testuggine comune, la biscia dal collare, la natrice tassellata, il cervone, la vipera, il colubro leopardino, il biacco, il colubro liscio, la lucertola campestre, il ramarro, la luscengola, il geco verrucoso, il geco comune. Presenza comune è quella del "pugliese" geco di Kotschy che nella tradizione popolare è chiamato lucertola m'bracidita (lucertola marcia) o lucertola fracitana (lucertola fradicia). 

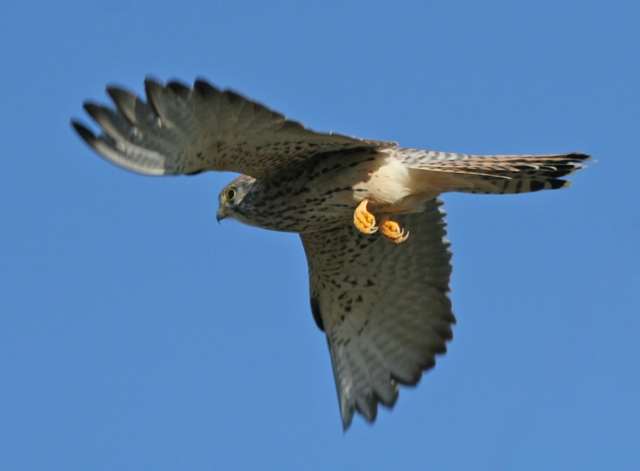
Il grillaio

### Flora
Sono presenti il leccio, il pino d'aleppo, il corbezzolo, il frassino, il carrubo, l'acero selvatico e l'asparago selvatico.
Nelle gravine si possono trovare orchidee spontanee, il caprifoglio, i ciclamini, il biancospino, rose selvatiche, il melograno, il cotogno e il fico d'India.

## Comuni del parco naturale
Elenco dei comuni del parco naturale delle Gravine:
- Provincia di Brindisi
  - Villa Castelli
- Provincia di Taranto
  - Crispiano
  - Castellaneta
  - Ginosa
  - Grottaglie
  - Laterza
  - Martina Franca
  - Massafra
  - Montemesola
  - Mottola
  - Palagiano
  - Palagianello
  - San Marzano di San Giuseppe
  - Statte